# Tom Berry
Tom Berry – Der pfiffige Vagabund mit Herz und Colt war eine Western-Comicserie des Erich-Pabel-Verlags, die von 1968 bis 1972 in der Bundesrepublik Deutschland erschien. Stilistisch zählte der Strip zu den Funnys.

## Entstehung und Veröffentlichung
Das komplett in Farbe gedruckte Heft erschien in den Jahren 1968 bis 1972 zunächst vierzehntäglich und kostete 90 Pfennig (später 1 Mark) bei 32 Seiten Umfang. Als Herausgeber fungierte der Erich-Pabel-Verlag, der die Heftreihe als Lückenfüller für das vorübergehend im Programm fehlende Comic-Magazin Fix und Foxi anbot, das auf Rolf Kaukas Bestreben in die eigenen Hände bzw. zu Gevacur gewechselt war. Die Umstellung auf eine wöchentliche Erscheinungsweise erfolgte  nach wenigen Ausgaben. Zu Beginn wurde die zeichnerische Umsetzung auf Deutschland (Max Reindl und Josef Dachsel, zum Beispiel Heft 8) und Spanien (Carlos Giménez, zum Beispiel Heft 1) verteilt. Später war so gut wie ausnahmslos das Studio Ortega in Barcelona mit  Zeichnern wie Gimenéz, Francisco Diaz Rojo, José Castillo, Alfonso Borillo, Jaime Mainou, Jesús Blasco für das Artwork verantwortlich. In einigen Heften tauchten Figuren und Szenen auf, die an Lucky-Luke-Bände angelehnt waren (siehe zum Beispiel Tom-Berry-Hefte 14, 45 und 47).
Mit Heft 218 wurde die Serie eingestellt. Während ihrer Laufzeit erschienen zwei Sonderausgaben mit doppeltem Umfang. Zwei Bücher (10 u. 9 Hefte), dreizehn Maxis (à 2 Hefte) und vierundvierzig Sammelbände (à 3 Hefte) sind außerdem erschienen.

## Inhalt und Entwicklung
Die Titelfigur Tom Berry stellte einen blonden Cowboy mit Wuschel-Mähne, argumentativ zuverlässigen Fäusten und zielsicheren Colts dar, der zusammen mit seinem blauen Pferd Rosalie und dem 1969 (Band 34) hinzugekommenen Hund Schnuffi  Abenteuer im wilden Westen erlebte.
Das Studio Karel Verschuere gesellte sich ab Band 78 zu den Lieferanten der Comicseiten hinzu und führte im Jubiläumsheft 100 den neuen Styleguide ein, wobei die bisher lustige Figur, seltsamerweise aber auch nur sie, realistischer gezeichnet war. Mit Heft 127 stellten Redaktion und Studios auf Leserwunsch die bekannte Charakterisierung wieder her. Jedoch kehrte erst ab Heft 140 grafische Beständigkeit ein.
Eine weitere Figur im Heft mit eigenen Fortsetzungsgeschichten war Adlerfeder. Diese realistische Serie war thematisch an bereits bestehende Titel wie Bessy oder Silberpfeil des Bastei-Verlags gelehnt, ebenfalls vom Studio Verschuere entwickelt und wurde teilweise in den Lupo-Taschenbüchern von Kauka nachgedruckt.

## Merchandising
Neben groß angelegten Preisrätseln wurde ein Angebot von Nebenprodukten über den sogenannten Tom-Berry-Store auf den Markt gebracht: Tapeten, Autoaufkleber, Fahrradwimpel, der TB-Silberdollar, Quartettspiele, Spielzeugfiguren, Wasserbälle, Kugelschreiber,  Grußkarten, Sammelordner für die Hefte.

## Weitere Veröffentlichungen
In Frankreich, Benelux, Österreich, Italien und der Schweiz wurden die deutschsprachigen Originalhefte teils zeitgleich, teils mit regional unterschiedlicher Verzögerung ausgeliefert. Daneben wurden die frühen Abenteuer in manchen europäischen Ländern (z. B. Frankreich, Spanien, Griechenland, Niederlande, Türkei) übersetzt und eigenständig vertrieben. Mitunter erschienen sie als Nebenserie (wie bei 'il Giornalino') oder neumontiert in kleinformatigen Taschenheften, teilweise auch einfarbig gedruckt. In den Niederlanden war die Serie unter 'Jerry Lee' bekannt (9 Ausgaben bei Nooit Gedacht, 1968), in Spanien erhielt sie den Untertitel 'El "Tornado" del Oeste'. In der Türkei benannte man die Heftreihe in 'Mini Ringo' um, zugleich bekam sie neugestaltete Umschläge vom  populären Illustrator  Aslan Şükür, die hauptsächlich den Vorlagen von Carlos Giménez  nachempfunden waren. Die französische Lizenzausgabe wurde überdies teilweise in Kanada vertrieben. Spanien belieferte Mexiko mit.